# Mafongo
Mafongo (Hobona) – wieś w Botswanie w dystrykcie Central. Według spisu ludności z 2011 roku wieś liczyła 1151 mieszkańców.